# 艾里奧·干卡維斯
艾里奧·若瑟·迪蘇沙·干卡維斯（Hélio José de Souza Gonçalves，1986年1月31日—），生於巴西聖保羅里貝朗普雷圖，巴西裔香港足球運動員，司職中堅，在2015年10月31日已經取得香港特區護照並獲得香港永久居民身份，現時效力香港超級聯賽球會東區。

## 球會生涯
艾里奧生於巴西聖保羅里貝朗普雷圖，出身於當地著名球會山度士，2006年加盟施亞拉體育會，直至2007年轉投奧林比亞足球會，在2007年12月來港加盟公民，於2008年1月13日公民以3–2擊敗流浪的聯賽首次代表球隊上陣，賽後教練亦對他的評價非常正面。由於巴西聯賽講求技術及速度之餘，欄截亦講求效率，故一般後衛都比較硬朗，但香港球證的觀點不同，很多欄截動作均會被判罰，亦令艾里奧在首6場賽事中已累積4面黃牌，幸好他的適應力極強，至季尾他合共上陣14場賽事只取得5面黃牌，並協助球隊贏得首個甲組錦標足總盃冠軍，近乎完美的第一季表現，亦斷定了他在球隊正選的位置。2014年5月16日，由於公民不參與新成立的香港超級聯賽，年底便來港滿7年的艾里奧獲得南華及傑志等多支球隊青睞。
2014年7月2日，傑志公布艾里奧加盟，但到季中便港滿7年居可以本地球員身份註冊上陣。2015年1月，由於新加盟的艾里奧因轉籍需時，上半季只能一直隨隊操練，直至季中正式轉為本地球員後，在高級組銀牌決賽才首次於補時階段上陣，最終傑志以1–3不敵東方。2015年10月31日，艾里奧取得香港特區護照，2017年4月13日，艾里奧於傑志以1–0擊敗香港飛馬的足總盃8強取得加盟後的首個入球。在2017年5月6日的港超聯冠軍戰交出一個助攻，協助賽前落後榜首東方龍獅一分的傑志以4–1勝出，重奪港超聯冠軍兼奪得2018年亞冠盃分組賽資格。季尾更首次入選香港足球明星選舉的最佳十一人。
2024/25球季結束後，艾里奧離開傑志。
2025年7月23日，升班馬東區公布艾里奧加盟。

## 國際賽生涯
2015年10月31日，艾里奧取得香港特區護照。2015年11月4日，獲補選出戰2018年世界盃亞洲區外圍賽的艾里奧因傷退出香港代表隊的集訓名單。2016年3月21日，艾里奧再次因傷退出香港對卡塔爾的2018年世界盃亞洲區外圍賽的決選名單。2016年5月23日，艾里奧終於入選香港代表隊的決選名單，出戰在緬甸仰光舉行的緬甸AYA銀行盃2016。早前曾兩次入選香港隊大軍名單，最後卻因傷被逼退出的艾里奧，對於今次終能夠首次披上香港隊戰衣感到興奮。至於香港隊教練金判坤，對艾里奧終能披上香港隊戰衣亦感期待，並自言早於艾里奧效力公民的年代，已對其留下深刻印象。2016年6月3日，AYA銀行盃2016，香港在法定時間以2–2賽和越南，但最終香港在互射12碼階段以3–4不敵越南，只能角逐季軍戰，首次代表香港上陣的艾里奧正選登場。
2023年9月11日，國際足球友誼賽在香港大球場舉行，香港隊以十比零擊敗文萊，艾里奧射入他於代表隊的第一球。
2023年12月，艾里奧入選香港隊出戰亞洲盃的決選名單，但三場分組賽均未有代表香港上陣。

## 家庭生活
2007年，艾里奧妻子Tayana不惜放下一切，跟隨丈夫來到香港照顧起居飲食，讓他可以專注足球事業的發展，他與妻子的愛情結晶品女兒Sarinha在2011年12月3日在香港出世。相隔6年後，艾里奧妻子於2017年11月再為他誕下女兒Beatriz增添新的家庭成員。

## 國際賽事紀錄
- 僅列出國際A級比賽

| 上陣次數 | 時間           | 地點                            | 對手     | 比數             | 賽事性質                 | 入球(累計) |
| -------- | -------------- | ------------------------------- | -------- | ---------------- | ------------------------ | ---------- |
| 1        | 2016年6月3日   | 緬甸 吉諦瑜杜烏拿體育場         | 越南     | 2–2 (十二碼 3–4) | AYA銀行盃2016            | 0 (0)      |
| 2        | 2016年6月5日   | 緬甸 吉諦瑜杜烏拿體育場         | 緬甸     | 0–3              | AYA銀行盃2016            | 0 (0)      |
| 3        | 2016年9月1日   | 香港 旺角大球場                 | 柬埔寨   | 4–2              | 國際友誼賽               | 0 (0)      |
| 4        | 2016年10月11日 | 香港 旺角大球場                 | 新加坡   | 2–0              | 國際友誼賽               | 0 (0)      |
| 5        | 2016年11月9日  | 香港 旺角大球場                 | 中華臺北 | 4–2              | 2017年東亞盃外圍賽       | 0 (0)      |
| 6        | 2016年11月12日 | 香港 旺角大球場                 |          | 0–1              | 2017年東亞盃外圍賽       | 0 (0)      |
| 7        | 2017年3月23日  | 約旦 安曼國際體育場             | 约旦     | 0–4              | 國際友誼賽               | 0 (0)      |
| 8        | 2017年3月28日  | 黎巴嫩 卡密拉夏蒙體育中心體育場 | 黎巴嫩   | 0–2              | 2019年亞洲盃外圍賽第三輪 | 0 (0)      |
| 9        | 2017年6月7日   | 香港 旺角大球場                 | 约旦     | 0–0              | 國際友誼賽               | 0 (0)      |
| 10       | 2017年6月13日  | 香港 香港大球場                 |          | 1–1              | 2019年亞洲盃外圍賽第三輪 | 0 (0)      |
| 11       | 2017年8月31日  | 新加坡 惹蘭勿剎體育場           | 新加坡   | 1–1              | 國際友誼賽               | 0 (0)      |
| 12       | 2017年9月5日   | 馬來西亞 漢惹拔體育場           | 马来西亚 | 1–1              | 2019年亞洲盃外圍賽第三輪 | 0 (0)      |
| 13       | 2017年10月5日  | 香港 旺角大球場                 |          | 4–0              | 國際友誼賽               | 0 (0)      |
| 14       | 2017年10月10日 | 香港 香港大球場                 | 马来西亚 | 2–0              | 2019年亞洲盃外圍賽第三輪 | 0 (0)      |
| 15       | 2017年11月9日  | 香港 旺角大球場                 | 巴林     | 0–2              | 國際友誼賽               | 0 (0)      |
| 16       | 2017年11月14日 | 香港 香港大球場                 | 黎巴嫩   | 0–1              | 2019年亞洲盃外圍賽第三輪 | 0 (0)      |
| 17       | 2018年3月27日  | 朝鮮 金日成競技場               |          | 0–2              | 2019年亞洲盃外圍賽第三輪 | 0 (0)      |
| 18       | 2019年9月5日   | 柬埔寨 奧林匹克體育場           | 柬埔寨   | 1–1              | 2022年世界盃亞洲區外圍賽 | 0 (0)      |
| 19       | 2019年9月10日  | 香港 香港大球場                 | 伊朗     | 0–2              | 2022年世界盃亞洲區外圍賽 | 0 (0)      |
| 20       | 2019年10月11日 | 伊拉克 巴士拉體育城             | 伊拉克   | 0–2              | 2022年世界盃亞洲區外圍賽 | 0 (0)      |
| 21       | 2019年12月11日 | 南韓 釜山亞運會主競技場         |          | 0–2              | 2019年東亞足球錦標賽     | 0 (0)      |
| 22       | 2019年12月18日 | 南韓 釜山亞運會主競技場         | 中國     | 0–2              | 2019年東亞足球錦標賽     | 0 (0)      |
| 23       | 2021年6月3日   | 巴林 穆哈拉格體育場             | 伊朗     | 1–3              | 2022年世界盃亞洲區外圍賽 | 0 (0)      |
| 24       | 2021年6月11日  | 巴林 穆哈拉格體育場             | 伊拉克   | 0–1              | 2022年世界盃亞洲區外圍賽 | 0 (0)      |
| 25       | 2021年6月15日  | 巴林 巴林國家體育場             | 巴林     | 0–4              | 2022年世界盃亞洲區外圍賽 | 0 (0)      |

## 榮譽
公民
- 香港賀歲盃冠軍（2014）
- 香港高級組銀牌冠軍（2010–11季度）

傑志
- 香港超級聯賽冠軍（2014–15、2016–17、2017–18、2019–20、2020–21、2022–23季度）
- 香港足總盃冠軍（2014–15、2016–17、2017–18、2018–19、2022–23季度）
- 香港聯賽盃冠軍（2015–16季度）
- 香港高級組銀牌冠軍（2016–17、2018–19、2022–23、2023–24季度）
- 香港菁英盃冠軍（2019–20季度）
- 香港社區盃冠軍（2017年）

個人
- 香港足球明星選舉 明星十一人（2016–17、2020–21、2022–23季度）

## 外部連結
- 香港足球總會網頁球員註冊資料 （页面存档备份，存于）